# Filmografia de Katharine Hepburn
Katharine Hepburn (1907–2003) foi uma atriz estadunidense. A carreira de Hepburn em Hollywood durou mais de 60 anos. Ela era conhecida por sua independência obstinada, personalidade espirituosa e franqueza, cultivando uma personalidade de tela que combinava com essa imagem pública, o que a fez interpretar regularmente mulheres sofisticadas e com muita força de vontade. Seu trabalho foi em uma variedade de gêneros, indo da comédia ao drama literário, o que lhe rendeu vários feitos, incluindo quatro prêmios Oscar (todos de melhor atriz – mais do que qualquer outro artista), um Emmy e indicações para um Grammy e dois Prêmios Tony; o que a torna uma das poucas artistas a receber indicações para todos os quatro principais prêmios de entretenimento. Em 1999, Hepburn foi eleita pelo Instituto Americano de Cinema como a maior estrela feminina do cinema clássico de todos os tempos.

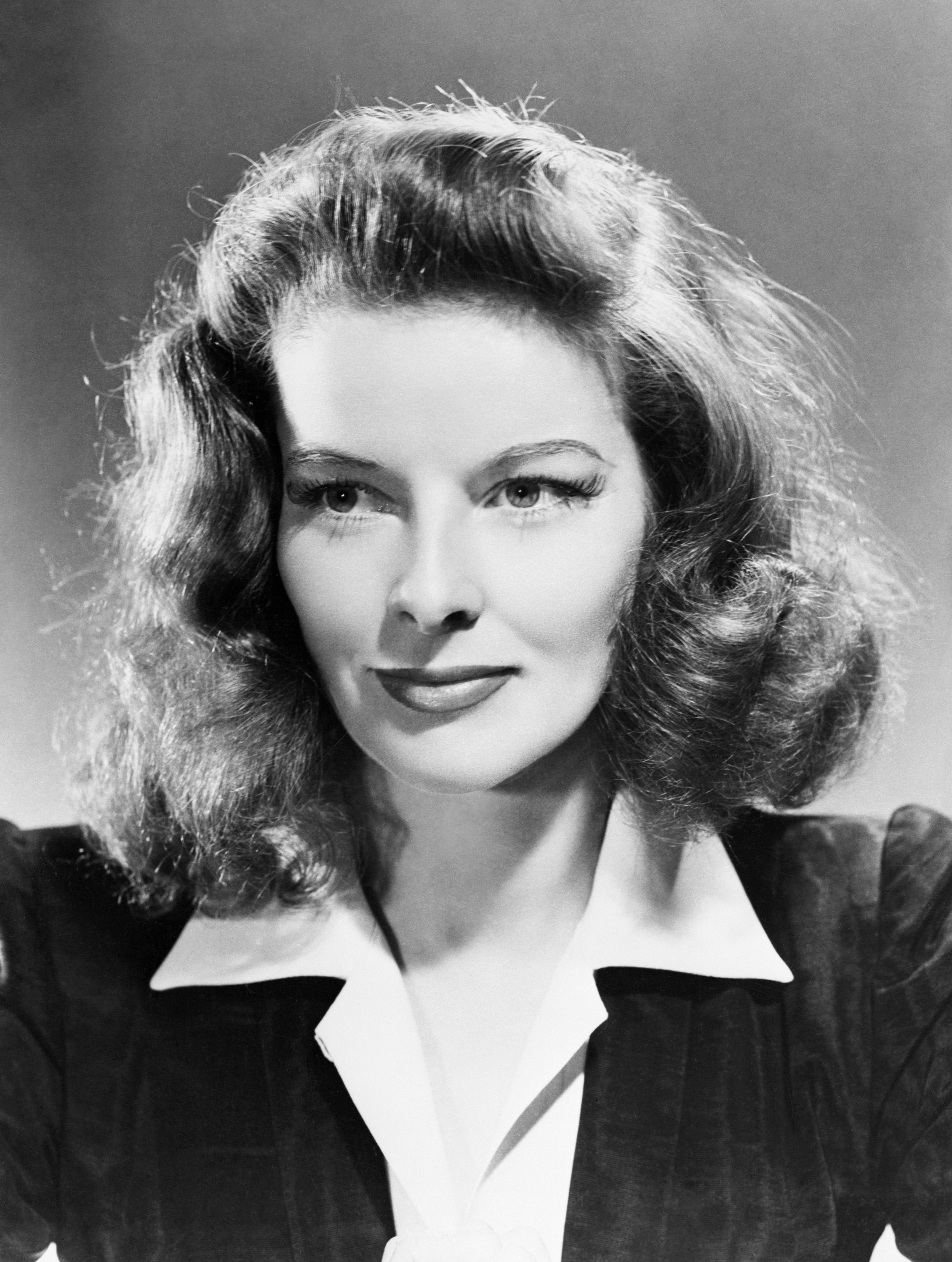
Hepburn em retrato publicitário, c. 1941.

Hepburn começou sua carreira no teatro em 1928, e mais tarde apareceu nos palcos em todas as décadas até a década de 1980. As produções em que Hepburn participou variavam de dramas de Shakespeare a comédias de Philip Barry, além de obras de George Bernard Shaw e um musical da Broadway. Katharine fez sua estreia no cinema com "Vítimas do Divórcio", em 1932. Nas seis décadas seguintes, apareceu em uma variedade de gêneros, incluindo comédias malucas, dramas épicos e adaptações de obras de notáveis dramaturgos como Tennessee Williams, Eugene O'Neill e  Edward Albee.
Depois de quatro anos no teatro, críticas favoráveis a seu trabalho na Broadway trouxeram-lhe a atenção de Hollywood. Seus primeiros anos na indústria cinematográfica foram marcados por sucessos, incluindo um Oscar por sua atuação em "Manhã de Glória" (1933), mas foi seguido por uma série de fracassos comerciais que culminaram no fracasso de bilheteria elogiado pela crítica "Levada da Breca" (1938). Hepburn planejou seu próprio retorno, comprando seu contrato com a RKO Radio Pictures e adquirindo os direitos do filme "Núpcias de Escândalo", que vendeu com a condição de ser a estrela principal. A produção foi um sucesso de bilheteria e lhe rendeu uma terceira indicação ao Oscar. Na década de 1940, foi contratada pela Metro-Goldwyn-Mayer, onde sua carreira se concentrou em uma aliança com Spencer Tracy.
Hepburn se desafiou em sua carreira ao participar de produções teatrais shakespearianas e uma série de papéis literários. Ela encontrou um nicho interpretando solteironas de meia-idade, como em "Uma Aventura na África" (1951), uma persona que o público abraçou. Hepburn ganhou mais três Oscars por seus trabalhos em "Adivinhe Quem Vem Para Jantar" (1967), "O Leão no Inverno" (1968) e "Num Lago Dourado" (1981). Na década de 1970, começou a aparecer em telefilmes, que mais tarde se tornaram seu foco principal.
A última aparição de Hepburn em um filme lançado nos cinemas foi em "Segredos do Coração" (1994). Foi o único filme de sua carreira, além da aparição em "Stage Door Canteen", em que ela não desempenhou o papel principal. Hepburn desempenhou seu papel final no telefilme "O Poder do Natal" (1994), pelo qual recebeu uma indicação ao Prêmio Screen Actors Guild aos 87 anos de idade. Hepburn também apresentou dois documentários para televisão e narrou dois documentários curtos. Após um período de inatividade e problemas de saúde, Hepburn morreu em 2003, aos 96 anos.
Os títulos em português referem-se a exibições no Brasil.

## Palcos

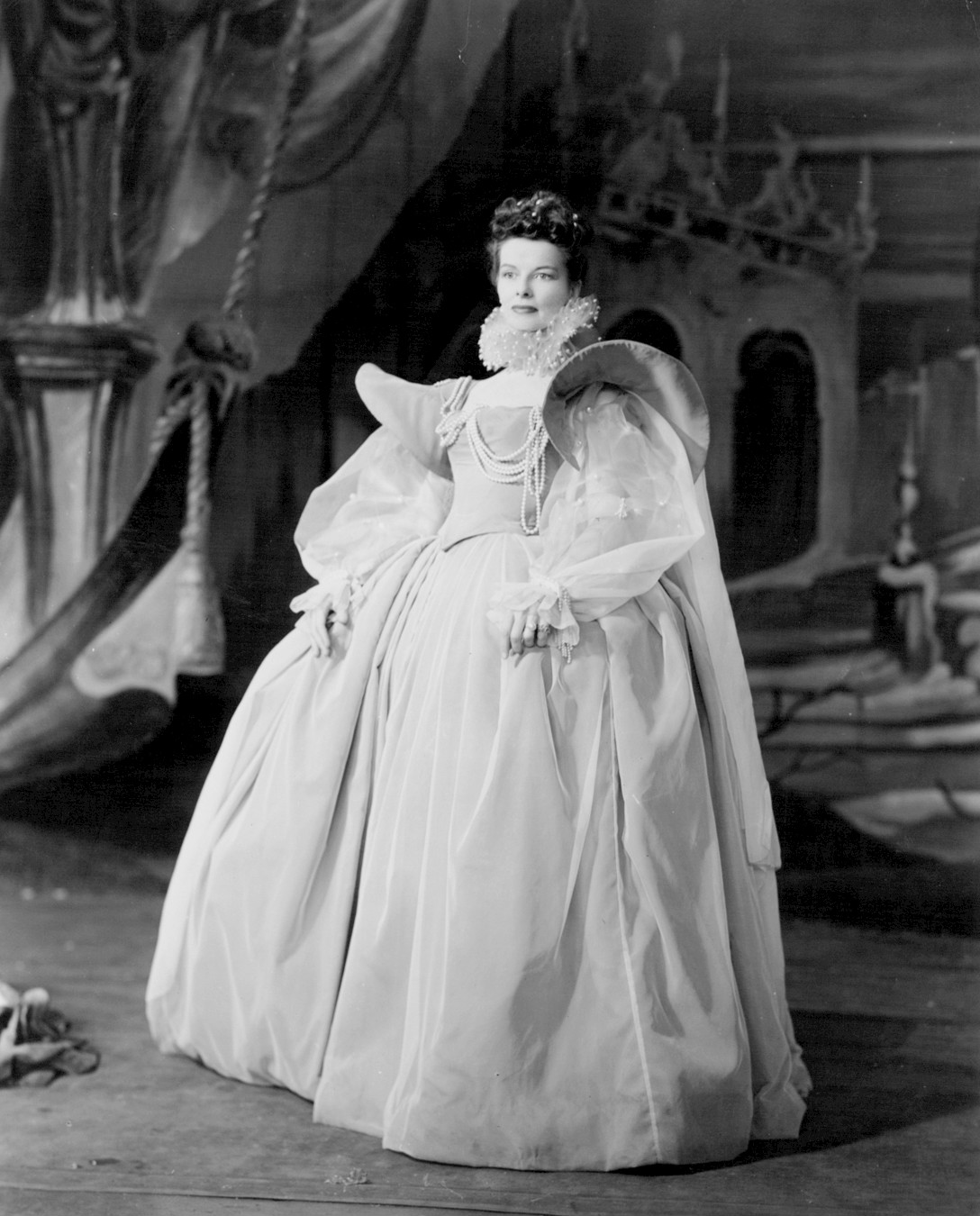
Hepburn como Rosalinda em uma produção de "Como Gostais" (1950).

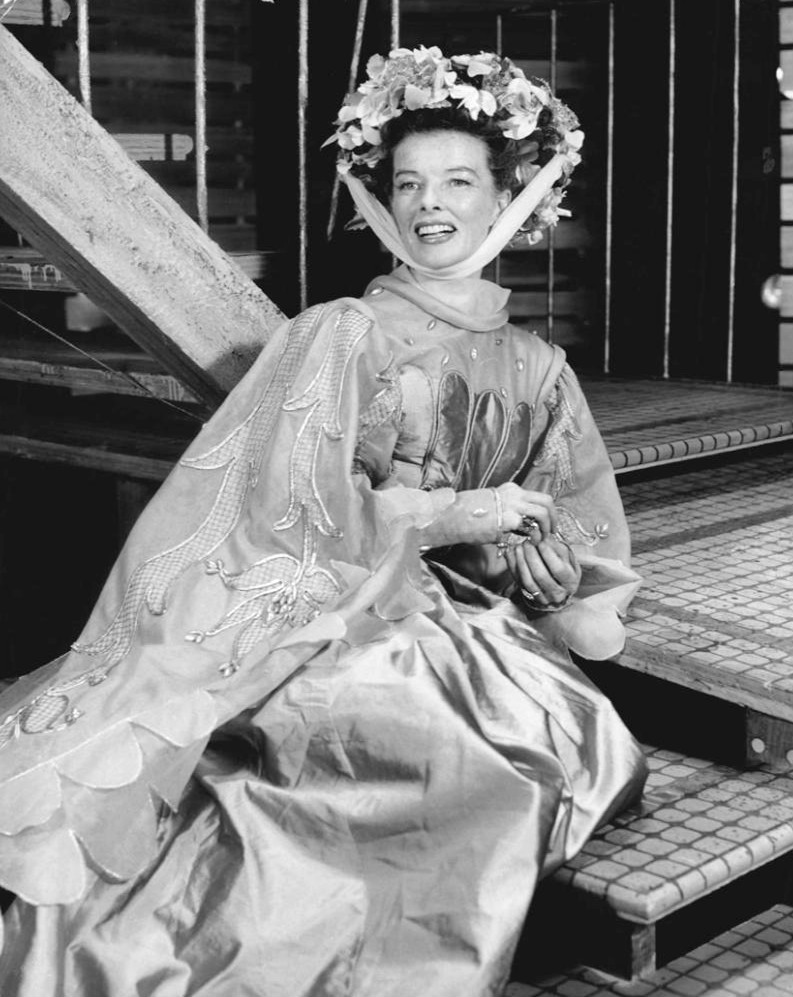
Hepburn como Beatriz em "Muito Barulho por Nada", em turnê com o American Shakespeare Theatre (1958).

| Ano     | Título                      | Papel                     | Notas |
| ------- | --------------------------- | ------------------------- | --- |
| 1928    | The Czarina                 | Dama de Companhia         | |
| 1928    | The Cradle Snatchers        | Melindrosa                | |
| 1928    | The Big Pond                | Barbara                   | Liberada após uma apresentação                                                                                                  |
| 1928    | These Days                  | Veronica Sims             | |
| 1928    | Holiday                     | Linda Seton               | Substituta |
| 1930    | A Month in the Country      | Grazia                    | Substituta |
| 1930    | A Romantic Young Lady       | Katia; Viera Alexandrovna | |
| 1930    | O Mordomo e a Dama          |                           | |
| 1930    | Art and Mrs. Bottle         | Judy Bottle               | |
| 1931    | Just Married                |                           | |
| 1931    | It's a Wise Child           |                           | |
| 1931    | Alias the Deacon            |                           | |
| 1931    | O Gato e o Canário          |                           | |
| 1931    | Let Us Be Gay               |                           | |
| 1931    | The Man Who Came Back       |                           | |
| 1932    | The Warrior's Husband       | Antíopa                   | Março – maio de 1932 |
| 1932    | The Bride the Sun Shines On |                           | |
| 1934    | The Lake                    | Stella Surrege            | |
| 1936–37 | Jane Eyre                   | Jane Eyre                 | |
| 1939–41 | The Philadelphia Story      | Tracy Lord                | - Nova Iorque: março de 1939 – março de 1940 - Washington, D.C. e Chicago: outubro de 1940 – 1941 - Reprise em Washington: 1942 |
| 1942–43 | Without Love                | Jamie Coe Rowan           | - Turnê nacional - Nova Iorque: outubro de 1942 – fevereiro de 1943                                                             |
| 1950    | Como Gostais                | Rosalinda                 | Turnê depois de Nova Iorque |
| 1952    | The Millionairess           | Epifania                  | Nova Iorque: 17/10 – 28/12/1952                                                                                                 |
| 1955    | A Megera Domada             | Catarina                  | Maio – novembro de 1955 |
| 1955    | Medida por Medida           | Isabella                  | Maio – novembro de 1955 |
| 1955–57 | O Mercador de Veneza        | Pórcia                    | 1955: maio – novembro |
| 1957    | Muito Barulho por Nada      | Beatriz                   | |
| 1960    | Noite de Reis               | Viola                     | |
| 1960    | Antônio e Cleópatra         | Cleópatra Filopátor       | |
| 1969–71 | Coco                        | Coco Chanel               | - Nova Iorque: 18/12/1969 – 03/08/1970 - Turnê nacional: 1971                                                                   |
| 1976–77 | A Matter of Gravity         | Sra. Basil                | - Começou com uma turnê pré-Broadway de 12 semanas - Depois de Nova Iorque, excursionou pelos EUA por 6 meses                   |
| 1981–82 | The West Side Waltz         | Margaret Mary Elderdice   | Turnê nacional |

## Cinema

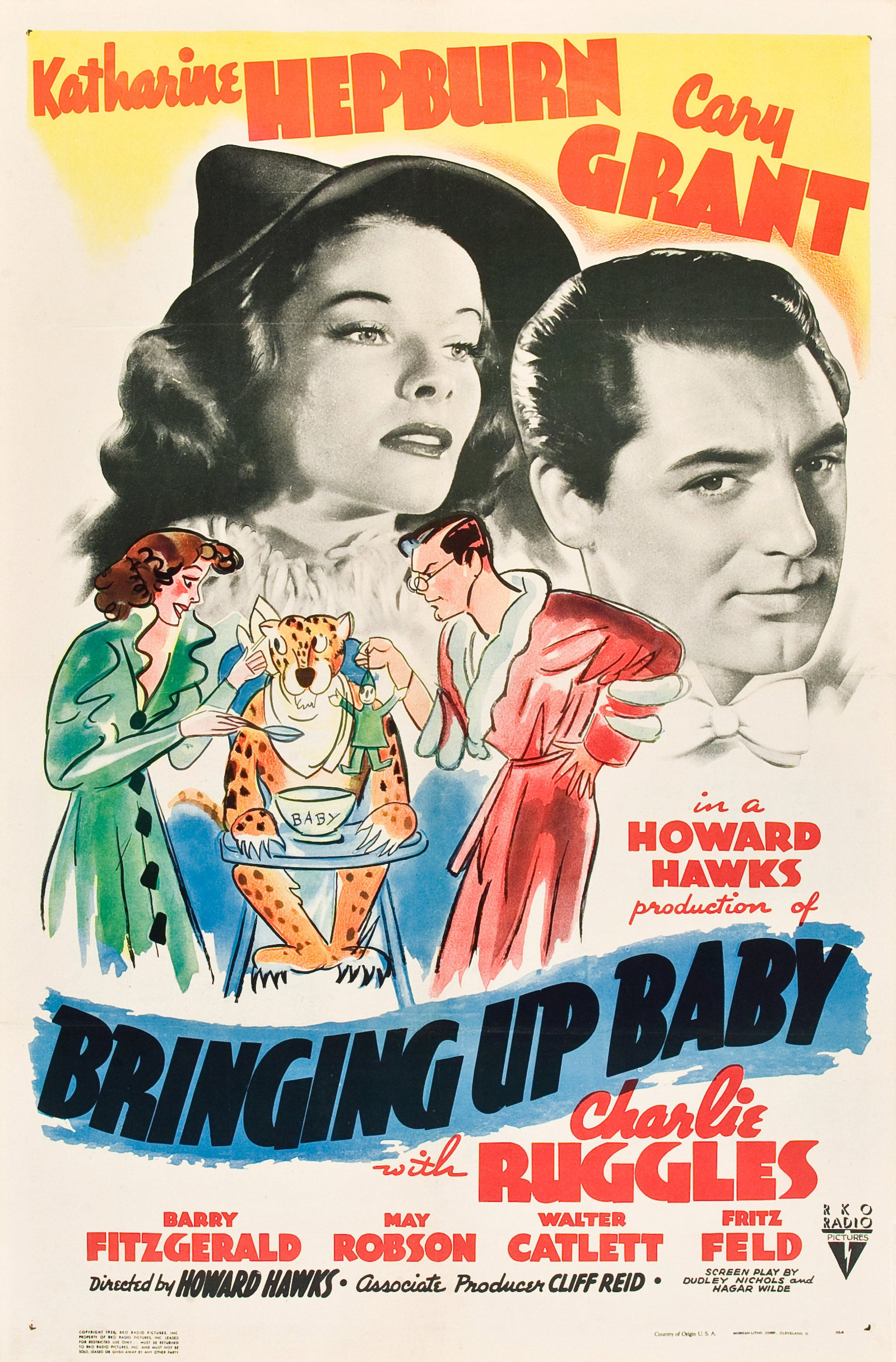
Pôster promocional de "Levada da Breca" (1938).

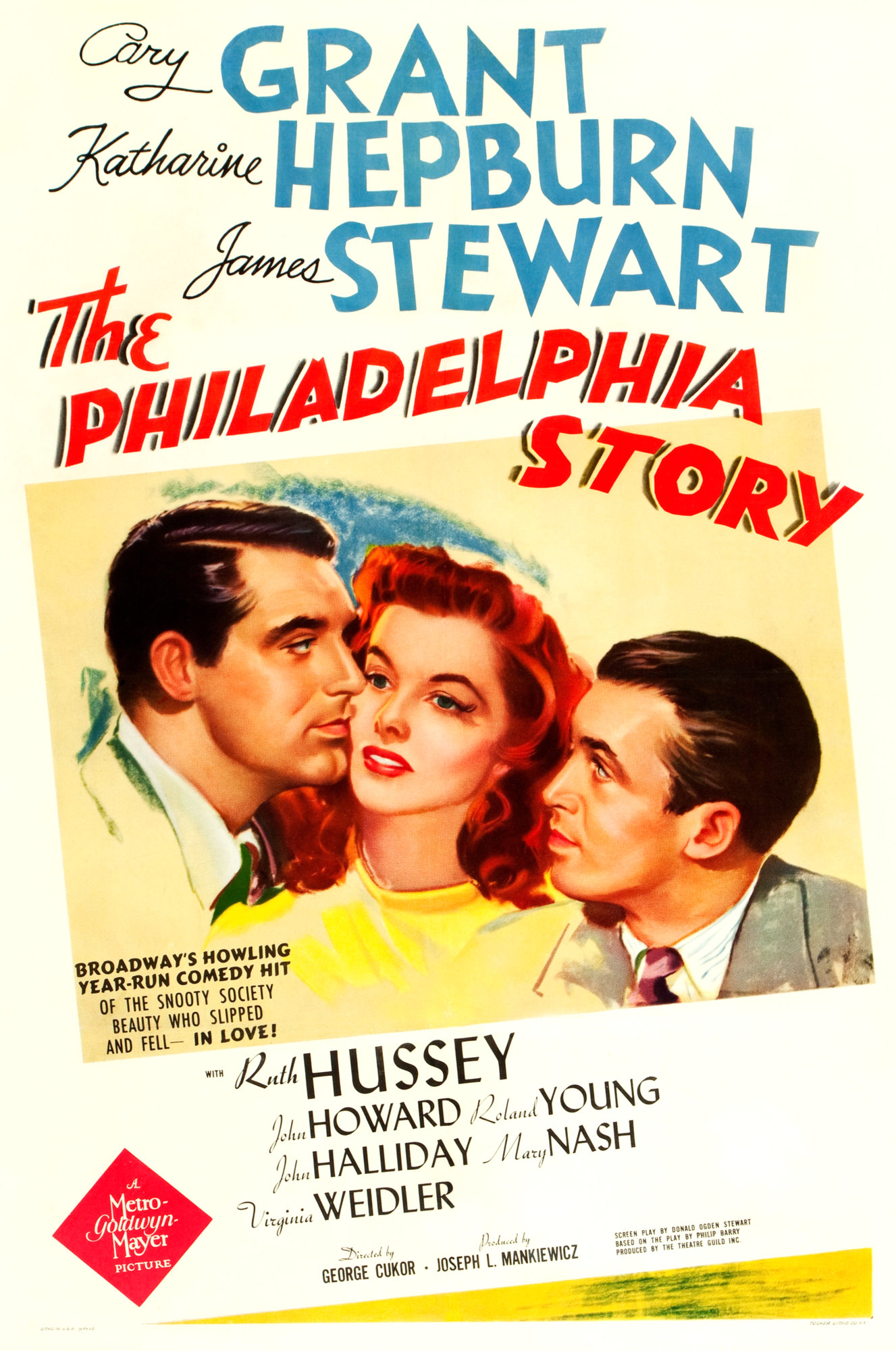
Pôster de "Núpcias de Escândalo" (1940).

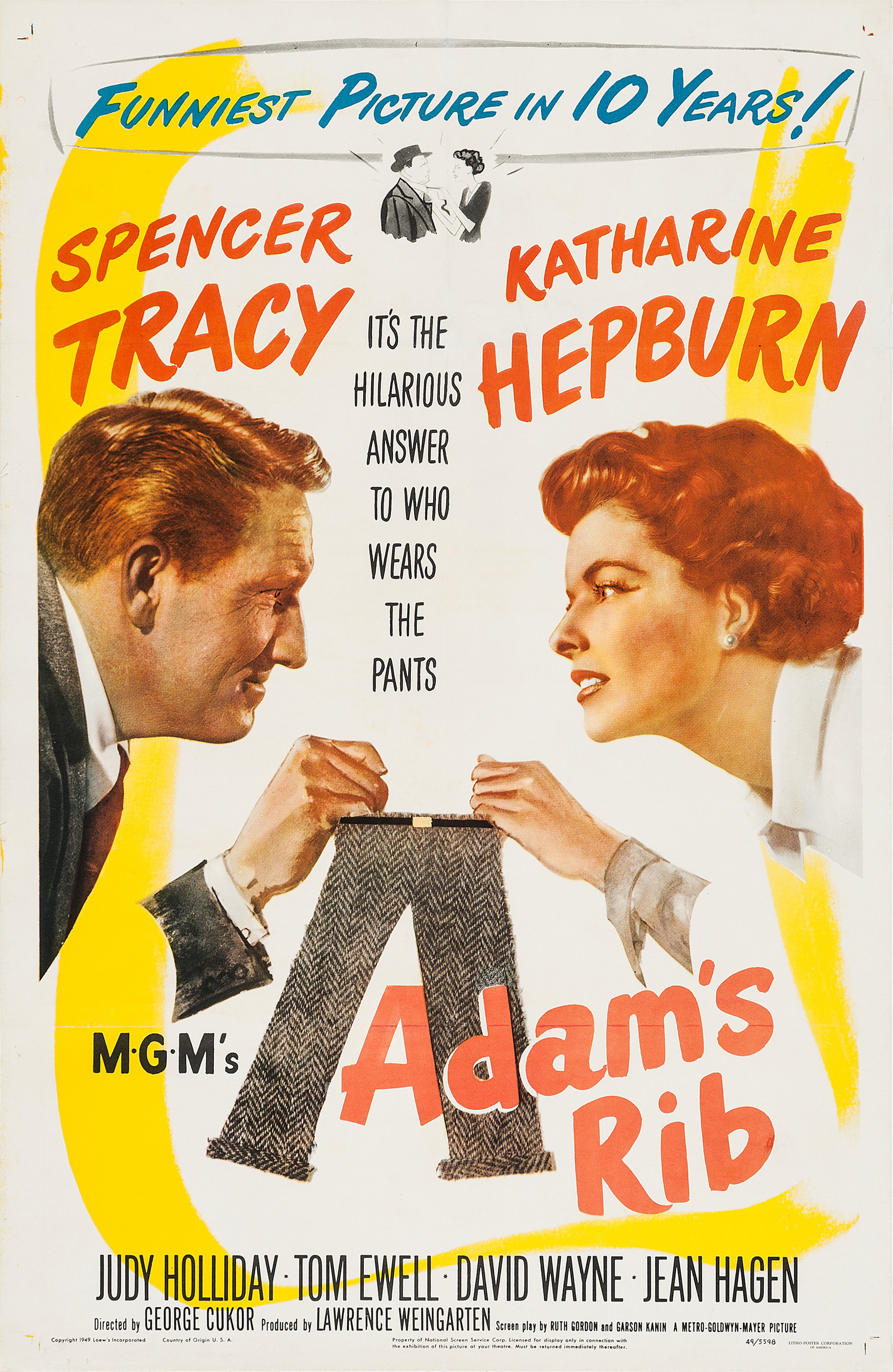
Pôster de "A Costela de Adão" (1949).

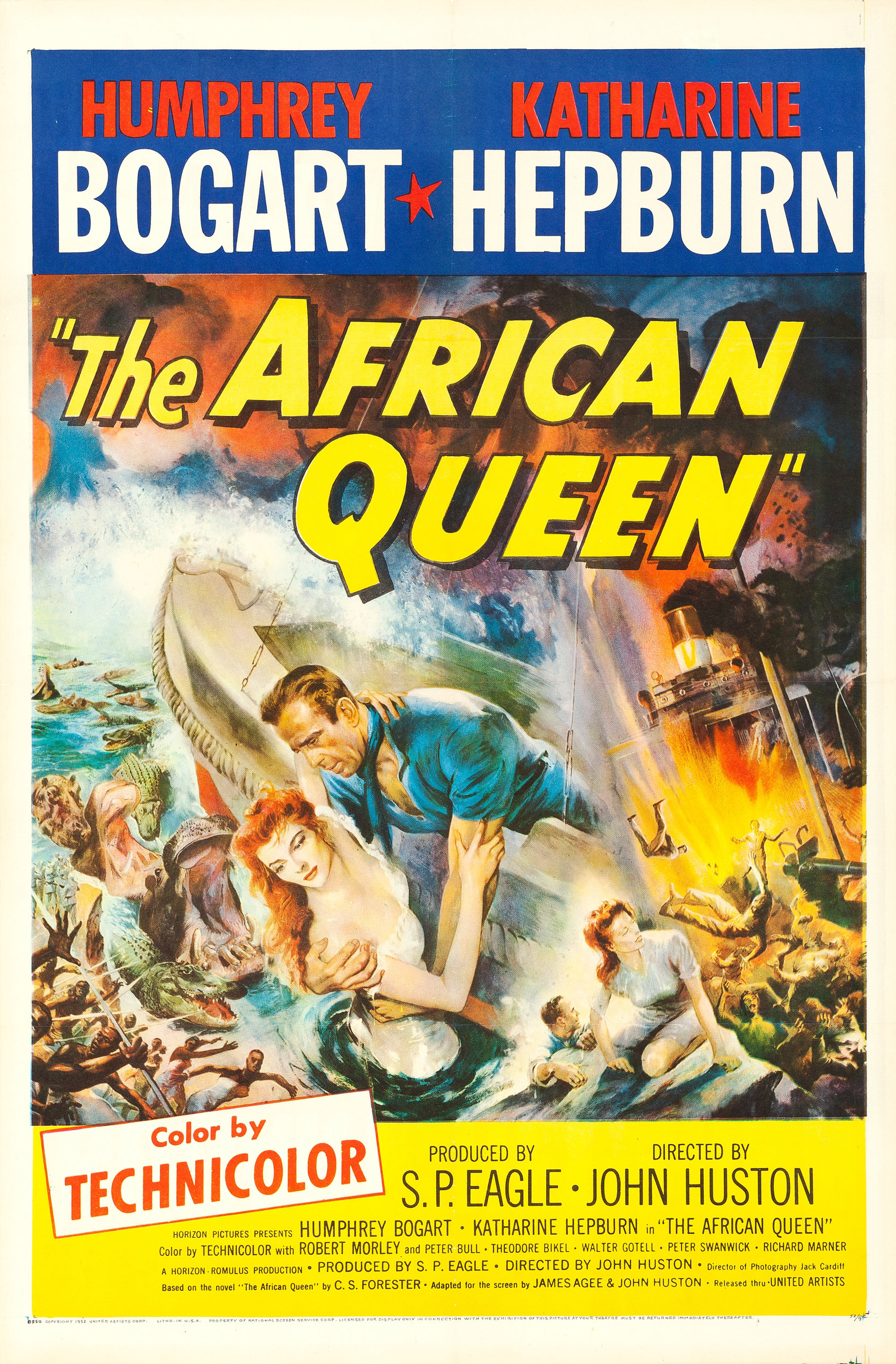
Pôster de "Uma Aventura na África" (1951).

### Longas-metragens
| Ano  | Título                                 | Papel                        | Notas                             |
| ---- | -------------------------------------- | ---------------------------- | --------------------------------- |
| 1932 | Vítimas do Divórcio                    | Sidney Fairfield             | Elenco principal                  |
| 1933 | Assim Amam as Mulheres                 | Dama Cynthia Darrington      | Elenco principal                  |
| 1933 | Manhã de Glória                        | Eva Lovelace                 | Ganhadora – Oscar de melhor atriz |
| 1933 | Quatro Irmãs                           | Josephine "Jo" March         | Elenco principal                  |
| 1934 | Mística                                | Trigger Hicks                | Elenco principal                  |
| 1934 | Sangue Cigano                          | Babbie                       | Elenco principal                  |
| 1935 | Corações em Ruínas                     | Constance Dane               | Elenco principal                  |
| 1935 | A Mulher que Soube Amar                | Alice Adams                  | Indicada – Oscar de melhor atriz  |
| 1935 | Vivendo em Dúvida                      | Sylvia Scarlett              | Elenco principal                  |
| 1936 | Mary Stuart, Rainha da Escócia         | Maria da Escócia             | Elenco principal                  |
| 1936 | Liberta-te Mulher!                     | Pamela Thislewaite           | Elenco principal                  |
| 1937 | A Rua da Vaidade                       | Phoebe Throssel              | Elenco principal                  |
| 1937 | No Teatro da Vida                      | Terry Randall                | Elenco principal                  |
| 1938 | Levada da Breca                        | Susan Vance                  | Elenco principal                  |
| 1938 | Boêmio Encantador                      | Linda Seton                  | Elenco principal                  |
| 1940 | Núpcias de Escândalo                   | Tracy Lord                   | Indicada – Oscar de melhor atriz  |
| 1942 | A Mulher do Dia                        | Tess Harding                 | Indicada – Oscar de melhor atriz  |
| 1942 | Fogo Sagrado                           | Christine Forrest            | Elenco principal                  |
| 1943 | Noivas do Tio Sam                      | Katharine Hepburn            | Participação especial             |
| 1944 | A Estirpe do Dragão                    | Jade                         | Elenco principal                  |
| 1945 | Sem Amor                               | Jamie Roman                  | Elenco principal                  |
| 1946 | Correntes Ocultas                      | Ann Hamilton                 | Elenco principal                  |
| 1947 | Mar Verde                              | Lutie Cameron                | Elenco principal                  |
| 1947 | Sonata de Amor                         | Clara Schumann               | Elenco principal                  |
| 1948 | Sua Esposa e o Mundo                   | Mary Matthews                | Elenco principal                  |
| 1949 | A Costela de Adão                      | Amanda Bonner                | Elenco principal                  |
| 1951 | Uma Aventura na África                 | Rose Sayer                   | Indicada – Oscar de melhor atriz  |
| 1952 | A Mulher Absoluta                      | Patricia "Pat" Pemberton     | Elenco principal                  |
| 1955 | Quando o Coração Floresce              | Jane Hudson                  | Indicada – Oscar de melhor atriz  |
| 1956 | Lágrimas do Céu                        | Lizzie Curry                 | Indicada – Oscar de melhor atriz  |
| 1956 | A Saia de Ferro                        | Vinka Kovelenko              | Elenco principal                  |
| 1957 | Amor Eletrônico                        | Bunny Watson                 | Elenco principal                  |
| 1959 | De Repente, no Último Verão            | Violet Venable               | Indicada – Oscar de melhor atriz  |
| 1962 | Longa Jornada Dentro da Noite          | Mary Tyrone                  | Indicada – Oscar de melhor atriz  |
| 1967 | Adivinhe Quem Vem Para Jantar          | Christina Drayton            | Ganhadora – Oscar de melhor atriz |
| 1968 | O Leão no Inverno                      | Leonor da Aquitânia          | Ganhadora – Oscar de melhor atriz |
| 1969 | A Louca de Chaillot                    | Aurélia, a Louca de Chaillot | Elenco principal                  |
| 1971 | As Troianas                            | Hécuba                       | Elenco principal                  |
| 1973 | Equilíbrio Delicado                    | Agnes                        | Elenco principal                  |
| 1975 | Justiceiro Implacável                  | Eula Goodnight               | Elenco principal                  |
| 1978 | A Grande Aventura                      | Senhorita Pudd               | Elenco principal                  |
| 1981 | Num Lago Dourado                       | Ethel Thayer                 | Ganhadora – Oscar de melhor atriz |
| 1985 | Grace Quigley: Um Jogo de Vida e Morte | Grace Quigley                | Elenco principal                  |
| 1994 | Segredos do Coração                    | Ginny                        | Elenco principal                  |

## Televisão
| Ano  | Título                        | Papel              | Notas                       |
| ---- | ----------------------------- | ------------------ | --------------------------- |
| 1973 | Algemas de Cristal            | Amanda Wingfield   | Elenco principal; telefilme |
| 1975 | Amor Entre Ruínas             | Jessica Medlicott  | Elenco principal; telefilme |
| 1979 | O Coração Não Envelhece       | Lily Moffat        | Elenco principal; telefilme |
| 1986 | O Casamento da Sra. Delafield | Margaret Delafield | Elenco principal; telefilme |
| 1988 | Laura Lansing Slept Here      | Laura Lansing      | Elenco principal; telefilme |
| 1992 | The Man Upstairs              | Victoria Brown     | Elenco principal; telefilme |
| 1994 | Vestígios de uma Paixão       | Marion Bennett     | Elenco principal; telefilme |
| 1994 | O Poder do Natal              | Cornelia Beaumont  | Elenco principal; telefilme |

### Curtas-metragens
| Ano  | Título           | Papel     | Notas        |
| ---- | ---------------- | --------- | ------------ |
| 1941 | Women in Defense | Narradora | Documentário |
| 1946 | American Creed   | Narradora | Documentário |